# Valença kommun, Rio de Janeiro
Valença är en kommun i Brasilien.   Den ligger i delstaten Rio de Janeiro, i den sydöstra delen av landet, 800 km sydost om huvudstaden Brasília. Antalet invånare är 71 894.
Följande samhällen finns i Valença:
- Valença

Omgivningarna runt Valença är huvudsakligen savann. Runt Valença är det glesbefolkat, med 19 invånare per kvadratkilometer.